# 大郷村 (滋賀県)
大郷村（おおざとむら）は、滋賀県東浅井郡にあった村。現在の長浜市の南西部、琵琶湖の沿岸、姉川の河口域にあたる。発足時の村名は南福村（みなとみむら）であった。

## 地理
- 湖沼：琵琶湖
- 河川：姉川、高時川、田川

## 歴史
- 1889年（明治22年）4月1日 - 町村制の施行により、錦織村・落合村・難波村・新居村・野寺村・八木浜村・大浜村・南浜村・川道村・曽根村・細江村の区域をもって南福村が発足。
- 1890年（明治23年）3月15日 - 南福村が改称して大郷村となる。
- 1956年（昭和31年）9月25日 - 竹生村と合併してびわ村が発足。同日大郷村廃止。

## 交通

### 鉄道路線
旧村域を日本国有鉄道の北陸本線が通過したが、駅は所在しなかった。

### 道路
- 国道8号